# Ilex emmae
Ilex emmae är en järneksväxtart som beskrevs av D.M.Hicks. Ilex emmae ingår i släktet järnekar, och familjen järneksväxter. Inga underarter finns listade i Catalogue of Life.